# Isognathus swainsonii
Isognathus swainsonii là một loài bướm đêm thuộc họ Sphingidae. Nó được tìm thấy ở Guyane thuộc Pháp, Peru và Brasil tới Bolivia.
Sải cánh dài khoảng 82 mm. Nó giống với loài Isognathus leachii.

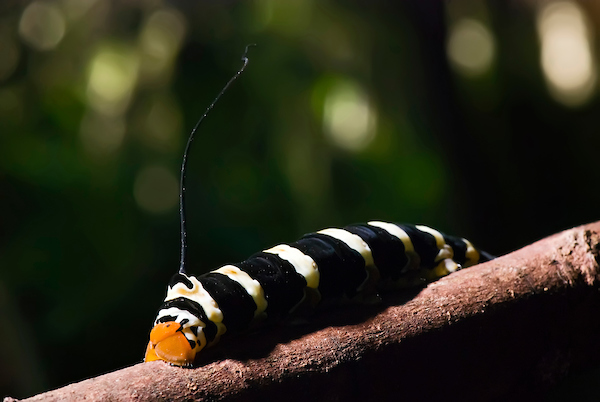
con sâu bướm
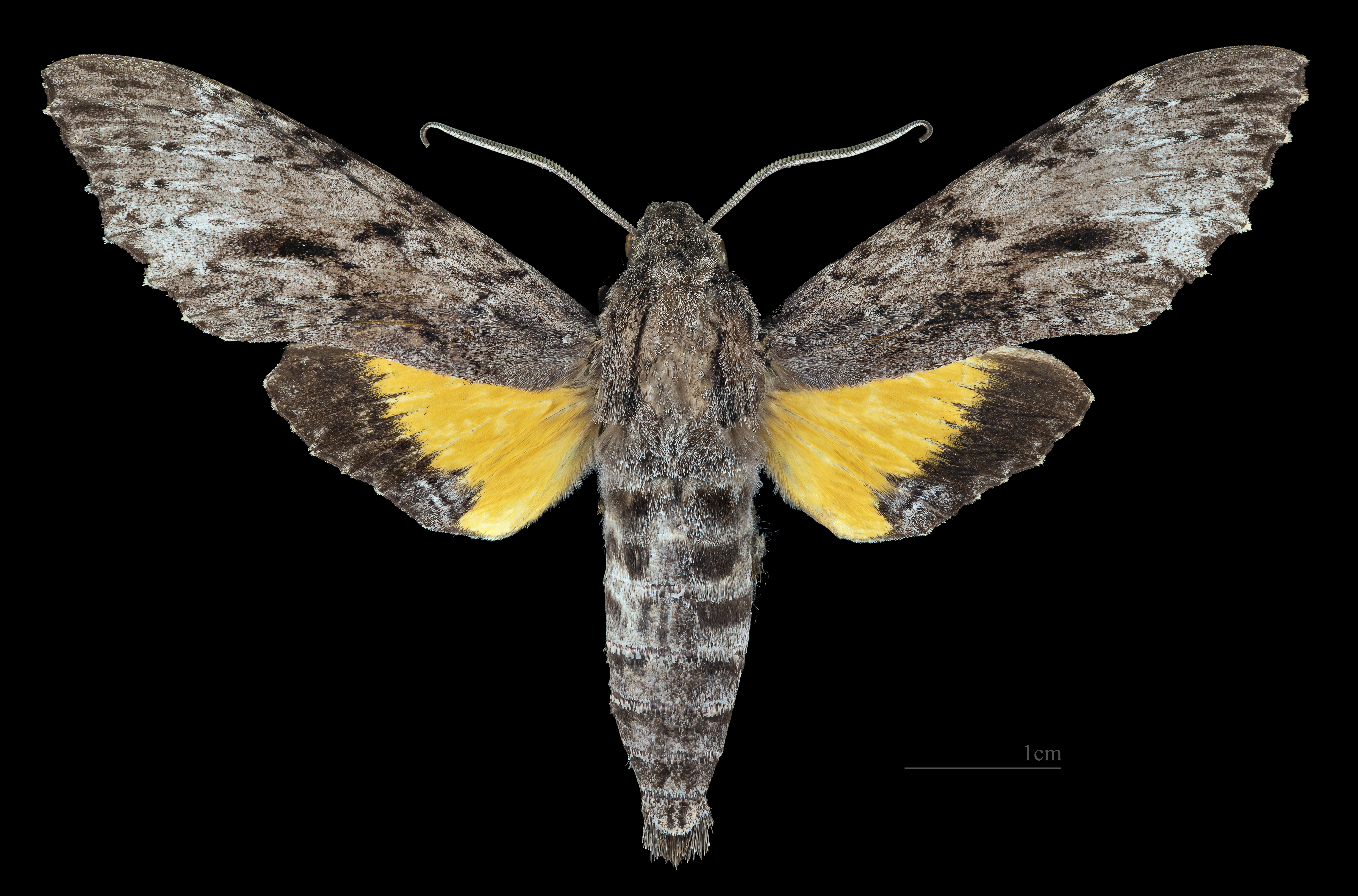
Isognathus swainsonii ♂
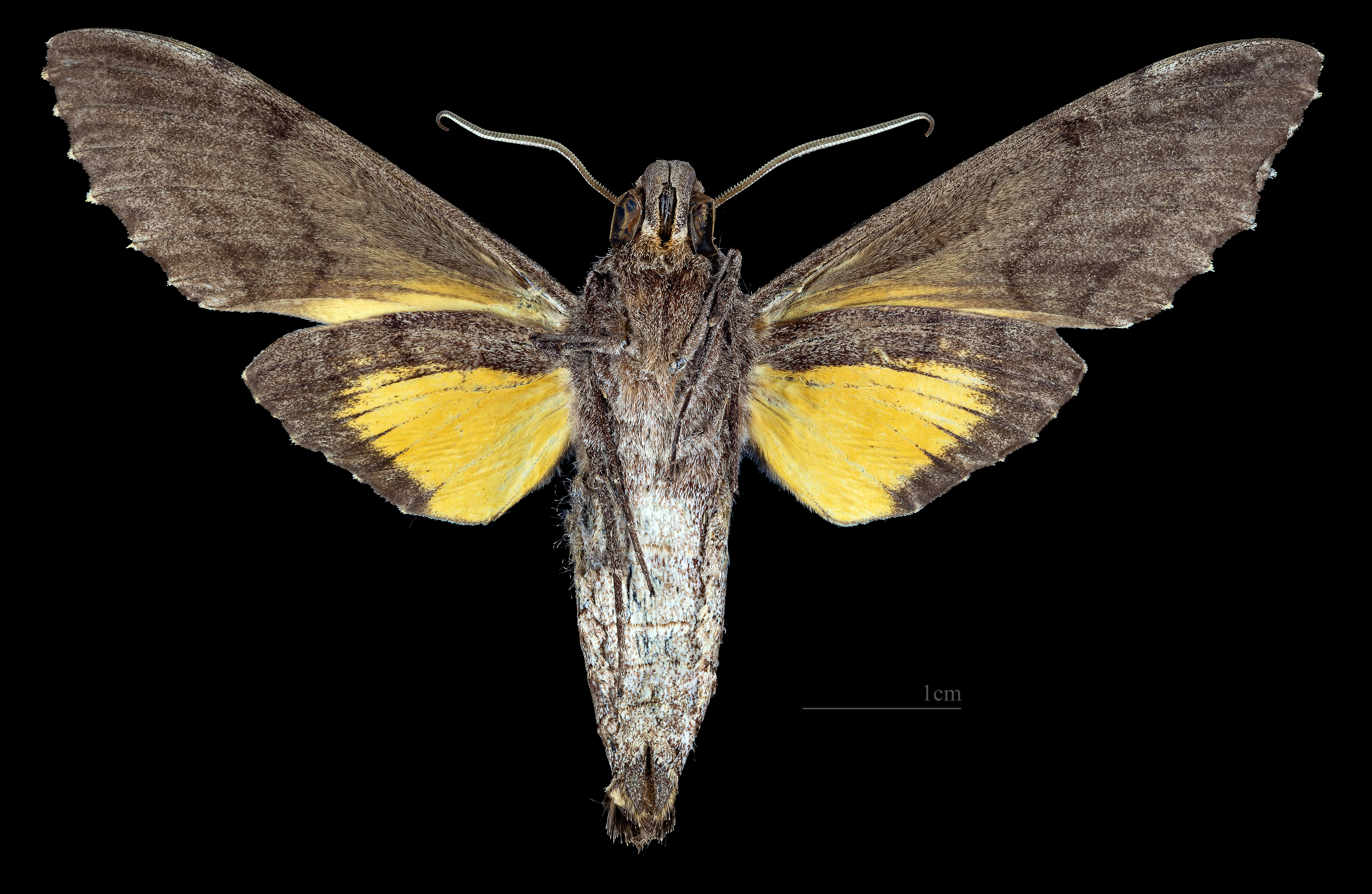
Isognathus swainsonii ♂  △

Mỗi năm loài này có thể có nhiều thế hệ.
Ấu trùng ăn Plumeria acuminata.